# Distretto di Mariano
Il distretto di Mariano era il nome di un distretto ideato dal governo giacobino della Repubblica Cisalpina nel dipartimento del Lario, e poi nel dipartimento d'Olona dopo il colpo di Stato del 1798.

## Storia
La Costituzione della Repubblica Cisalpina progettò un nuovo ordinamento degli enti locali lombardi, partendo dal presupposto di una nuova geografia basata su una razionalizzazione illuministica anziché sui retaggi di secoli di storia. La funzione dei distretti, che andavano a sostituire l'istituto plurisecolare della pieve, sarebbe divenuto quello di svolgere le più alte funzioni municipali nelle aree di notevole parcellizzazione comunale.
Nell'area settentrionale milanese la Pieve di Mariano, che per la prima volta nella storia cambiava provincia venendo trasportata sotto Como, venne ampliata con gran parte della Pieve di Agliate, privata però delle sue propaggini nord orientali annesse al Dipartimento della Montagna. Il distretto venne classificato col numero 10.
Definito dalla legge 6 germinale anno VI, l'ente non riuscì ad avere una vera applicazione fino al golpe militare che riversò il governo giacobino sostituendolo con uno più finalizzato ad ottenere risparmi per la guerra. Il distretto dí Mariano, col numero 29, fu subito riportato sotto Milano, e costituì un caso alquanto raro di riduzione territoriale, coprendo un’area che aveva avuto un forte incremento demografico in passato: rispetto all’era plebanea, oltre alla comunità di Brenna legatasi a Cantù, perse numerosi comuni della vecchia pieve di Agliate che passarono al distretto di Missaglia.
L’ente fu comunque effimero. L’invasione tedesca del 1799 cancellò le municipalità, che non vennero peraltro riproposte neanche dai francesi al loro ritorno nel 1800. Nel compartimento della nascente Repubblica Italiana emanato nel 1801, i comuni della vecchia Pieve di Mariano vennero assegnati definitivamente all’ambito provinciale comasco staccandoli dalla loro storia milanese, un cambiamento che permane ancora oggi.

## Territorio
Il territorio del distretto era così suddiviso:
| Comuni                        |
| Comune di Mariano             |
| Comune di Arosio              |
| Comune di Brenna              |
| Comune di Cabiate             |
| Comune di Carugo              |
| Comune di Cremnago            |
| Comune di Inverigo            |
| Comune di Paina               |
| Comune di Romanò              |
| Comune di Villa Romanò        |
| Comune di Agliate             |
| Comune di Albiate             |
| Comune di Briosco             |
| Comune di Calò                |
| Comune di Canonica del Lambro |
| Comune di Carate              |
| Comune di Costa al Lambro     |
| Comune di Giussano            |
| Comune di Robbiano            |
| Comune di Sovico              |
| Comune di Triuggio            |
| Comune di Verano              |
| Comune di Vergo               |
| Comune di Villa Raverio       |

Dopo il golpe del 1798, rimasero solo questi comuni: Agliate, Arosio, Briosco, Cabiate, Carate con Tagliabue, Carugo con Incasate e Guarda, Costa con Riverio, Cremnago, Giussano con San Giovanni in Baraggia, Inverigo con Pomellasca, Mariano con Cassina del Perticato, Paina con Birone, Robbiano, Romanò con Viano, Verano, Vergo con Zuccorino, Villa Romanò.